# As Sete de Edimburgo

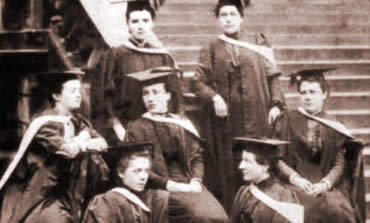
O grupo das sete primeiras mulheres a se graduarem na Universidade de Edimburgo (c. 1870)

As Sete de Edimburgo foram o primeiro grupo de alunas matriculadas em graduação em uma universidade britânica. Elas começaram a estudar medicina na Universidade de Edimburgo em 1869 e, embora o Tribunal de Sessão tenha decidido que elas nunca deveriam ter sido admitidas na universidade —  e elas não se formaram ou se qualificaram como médicas —, a campanha que elas fizeram ganhou atenção nacional e ganhou muitos apoiadores, incluindo Charles Darwin. A campanha delas colocou as demandas das mulheres por uma educação universitária na agenda política nacional, o que acabou resultando em legislação para garantir que as mulheres pudessem estudar medicina nas universidades em 1876 (UK Medical Act 1876).
O grupo também foi chamado de Septem contra Edinam ("Sete contra Edimburgo", em referência aos Sete contra Tebas da mitologia grega). Embora, ao longo da campanha de quatro anos, algumas das sete originais tenham saído e outras aderido, as seguintes mulheres ficaram conhecidas como as Sete de Edimburgo:
- Sophia Jex-Blake
- Isabel Thorne
- Edith Pechey
- Matilda Chaplin
- Helen Evans
- Mary Anderson
- Emily Bovell

Elas eram as sete mulheres listadas na petição à Real Edimburgo em 15 de novembro de 1870, solicitando admissão ao ensino clínico. Todas foram registradas no Registro de Estudantes de Medicina do General Medical Council (GMC) entre 1869 e 1870 como estudantes de medicina de bona fide e exigiam instrução clínica na enfermaria a fim de preencher os requisitos de um diploma de medicina.

## O início da campanha de Edimburgo

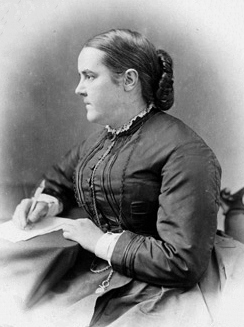
Sophia Jex-Blake, líder das Sete de Edimburgo

Sophia Jex-Blake se inscreveu para estudar medicina em março de 1869 e, embora a Faculdade de Medicina e o Senado Acadêmico votassem a favor de permitir que ela estudasse medicina, o Tribunal Universitário rejeitou seu pedido, alegando que a universidade não poderia tomar as providências necessárias 'no interesse de uma senhora'.
Jex-Blake então anunciou no The Scotsman e outros jornais nacionais que mais mulheres se juntassem a ela. As duas primeiras mulheres a escrever para ela foram Isabel Thorne e Edith Pechey. A carta de Edith Pechey dizia:

Você acha que algo mais é necessário para garantir o sucesso do que capacidades moderadas e uma boa dose de perseverança? Acredito que posso reivindicar isso, juntamente com um verdadeiro amor pelos temas de estudo, mas no que diz respeito a qualquer conhecimento profundo desses temas no momento, temo ser deficiente na maioria das vezes. Receio não poder passar no exame preliminar sem uma boa dose de estudo prévio.
Esta modesta carta não fazia justiça à sua capacidade intelectual — ver § The Hope Scholarship abaixo.
Um segundo pedido foi apresentado no verão de 1869 em nome de um grupo de cinco mulheres. Pedia matrícula e tudo o que isso implicava — direito a todas as aulas e exames exigidos para a licenciatura em medicina.
Este pedido foi aprovado pelo Tribunal Universitário, quando o grupo cresceu para sete. As mulheres se estabeleceram em 15 Buccleuch Place, agora sede do Student Experience Office da Universidade de Edimburgo, e começaram a se preparar para o exame de admissão.

## O exame de matrícula de 1869
O exame foi dividido em duas partes. Inglês, latim e matemática eram disciplinas obrigatórias; além disso, cada candidato deveria escolher duas disciplinas de um grupo que incluía grego, francês, alemão, matemática avançada, filosofia natural, lógica e filosofia moral. Sophia Jex-Blake atuou como tutora de matemática para as outras mulheres. Dos 152 candidatos que fizeram o exame em 19 de outubro de 1869, cinco eram mulheres. Quatro delas ficaram nos sete primeiros lugares.

## As primeiras mulheres universitárias na Grã-Bretanha
Em 2 de novembro de 1869, as mulheres assinaram o registro de matrícula. Ao fazer isso, a Universidade de Edimburgo se tornou a primeira universidade britânica a abrir suas portas para as mulheres. Jex-Blake escreveu em uma de suas cartas para sua amiga Lucy Sewell:

É uma coisa grandiosa entrar na primeira universidade britânica aberta às mulheres, não é?
Um dos documentos históricos da campanha é o Calendário da Universidade de Edimburgo de 1870. Continha uma nova seção, que surgiu sob o título Regulamento para a Educação da Mulher em Medicina na Universidade. Afirmou que as mulheres receberiam toda a sua instrução em turmas separadas das dos homens e pagariam taxas mais altas devido ao fato de suas turmas serem menores. Em todos os outros aspectos, as mulheres deveriam ser tratadas exatamente como os homens, 'sujeitas a todos os regulamentos agora ou em qualquer momento futuro em vigor na Universidade quanto à matricula dos estudantes, à sua assiduidade nas aulas, exames ou outros'.

## Hope Scholarship
Em março de 1870, as mulheres fizeram os primeiros exames de fisiologia e química. Não apenas todas foram aprovadas, mas quatro delas obtiveram honras em ambas as disciplinas. Edith Pechey, que havia escrito a humilde carta para Sophia Jex-Blake (veja acima), ganhou o primeiro lugar entre os candidatos que fizeram o exame pela primeira vez e, portanto, obteve pela primeira vez uma Hope Scholarship.
A bolsa, instituída 40 anos antes pelo professor de química Thomas Charles Hope, era concedida aos quatro primeiros alunos do exame que o realizavam pela primeira vez. O Dr. Crum-Brown, o então atual professor de química, tinha inicialmente tido o prazer de ajudar as estudantes, mas tinha observado um ressentimento crescente em relação a elas por parte dos seus colegas da Faculdade de Medicina, em particular o influente Sir Robert Christison. Ele também estava preocupado com o fato de que conceder a bolsa de estudos a uma mulher fosse visto como uma provocação para os estudantes do sexo masculino. Por conseguinte, decidiu conceder as bolsas de estudo a estudantes do sexo masculino que tinham obtido notas inferiores às das mulheres.

## A hostilidade com as mulheres
O Professor Robert Christison era um dos oponentes veementes das mulheres. Um debate foi realizado em abril de 1870 pelo Tribunal da Universidade para decidir se as mulheres deveriam ser permitidas em turmas mistas (e, portanto, serem totalmente iguais aos alunos do sexo masculino, reduzindo significativamente as taxas mais altas que estavam pagando e tornando-as elegíveis para ganhar prêmios também). Durante este debate, o Prof. Robert Christison e Prof. Laycock expressaram opiniões que chamaram a atenção da imprensa nacional, que se manifestaram em apoio às mulheres. The Times comentou,

O argumento mais forte contra a admissão de jovens senhoras nas aulas de medicina de Edimburgo é que elas assistiriam às palestras dos professores que são capazes de falar desta maneira.
Laycock sugeriu que as mulheres que procuravam carreiras médicas poderiam ter "inclinações vãs" ou ser "Madalenas". O Times se perguntou por que ele não estaria igualmente preocupado com os alunos do sexo masculino. Robert Christison havia questionado a validade da crença de que mulheres pacientes desejariam mulheres médicas, já que suas próprias investigações o levavam a acreditar que o oposto fosse verdade. Ele concluiu seu argumento dizendo: "Tornem-se parteiras, não médicas!".
Foi a influência de Christison que fez com que muitos professores, que inicialmente apoiavam as mulheres, parassem de ensinar-lhes durante o restante de 1870. Uma proporção cada vez maior de estudantes do sexo masculino começou a ser ofensiva e insolente, fechando portas na cara das mulheres, amontoando-se nos assentos onde elas costumavam se sentar, explodindo em "gargalhadas e uivos de cavalo" sempre que as mulheres se aproximavam.
Jex-Blake escreveu mais tarde que era "como se uma conspiração tivesse sido formada para tornar nossa posição tão desconfortável quanto possível". Ela catalogou os abusos: sua campainha foi "arrancada" e sua placa de identificação danificada cinco vezes; uma roda de Santa Catarina foi colocada à sua porta; fumaça era soprada em seus rostos; cartas com conteúdo hostil eram enviadas para elas; elas eram emboscadas em ruas silenciosas; obscenidades eram gritadas a elas em público.
Edith Pechey, em uma carta ao The Scotsman, também falou sobre ser seguida nas ruas e ter "os piores epítetos", como "puta", gritados para ela.
Amigos e apoiadores acreditavam que alguns dos professores estavam deliberadamente incitando os alunos a se comportarem dessa maneira. As mulheres começaram a tomar precauções, e apenas caminhar pelo campus em grupo, mas nenhuma delas estava preparada para os eventos que aconteceram na sexta-feira, 18 de novembro de 1870.

## O Tumulto do Surgeon's Hall
Às quatro horas da tarde de sexta-feira, 18 de novembro de 1870, as mulheres fariam um exame de anatomia no Surgeons' Hall. Ao se aproximarem, descobriram que a Nicholson Street estava bloqueada por uma multidão de várias centenas de pessoas. Quando as mulheres foram vistas se aproximando, uma grande parte da multidão reunida começou a jogar lixo e lama nelas, bem como a gritar insultos.
Eles caminharam até a entrada principal do Surgeon's Hall apenas para terem os portões fechados na sua cara. Elas enfrentaram a hostilidade da multidão até que um estudante simpático a elas veio em seu socorro e abriu os portões da frente para elas. No final do exame, as mulheres recusaram a oferta de sair por uma entrada lateral para a rua. O Tumulto do Surgeon's Hall, como agora se tornou conhecido, foi um marco na história da campanha das mulheres médicas e atraiu ampla publicidade. Ganhou para as mulheres muitas novas amigas e simpatizantes.
Também conquistou o apoio de alguns alunos do sexo masculino, que ficaram chocados com a forma como as mulheres foram tratadas naquele dia. Os alunos que deram apoio começaram a atuar como guarda-costas das mulheres, acompanhando-as de volta à 15 Buccleuch Place no final do exame daquele dia. Por muitas semanas depois, eles buscariam as mulheres em suas casas e as acompanhariam até as aulas.
A polêmica continuou na imprensa. O artigo Educação Feminina em Medicina na "The Edinburgh University Magazine" de fevereiro de 1871 discutiu os argumentos a favor e contra a admissão de mulheres para estudar medicina. Também foram discutidas as considerações monetárias para a remuneração dos professores e a falta de camas na enfermaria de Edimburgo para serem compartilhadas com os alunos do sexo masculino. O artigo recomendava que "essas alunas ofereçam seus serviços como alunas, costureiras e balconistas em um de nossos grandes hospitais paroquiais, Craiglockhart ou Craigleith". Conclui que: "Deixe-nos aqui, no entanto, simplesmente em legítima defesa declarar nossa firme convicção de que é um sinal não de avanço, mas de decadência da civilização, quando as mulheres se forçam a competir com o outro sexo."

## Caso de difamação e a campanha nacional
Mais tarde, o xerife multou três estudantes "desordeiros" em 1 libra cada um por "violação da paz". Jex-Blake disse que os jovens foram encorajados por um professor assistente, mas perdeu quando ele a processou por difamação.
Outras mulheres haviam ingressado nas aulas, alguns médicos lhes ensinaram com prazer e os apoiadores formaram um Comitê Geral para Garantir uma Educação Médica Completa para Mulheres com mais de 300 membros, incluindo Charles Darwin. Mesmo assim, no final, elas perderam a batalha para se formar. Em 1873, o Tribunal de Sessão apoiou o direito da universidade de recusar os diplomas femininos. Eles também decidiram, por maioria, que as mulheres não deveriam ter sido admitidas inicialmente. Essa derrota e suas outras lutas motivaram a maioria delas a continuar, não apenas por motivos pessoais, mas como parte de uma causa mais ampla.

## Depois de 1873

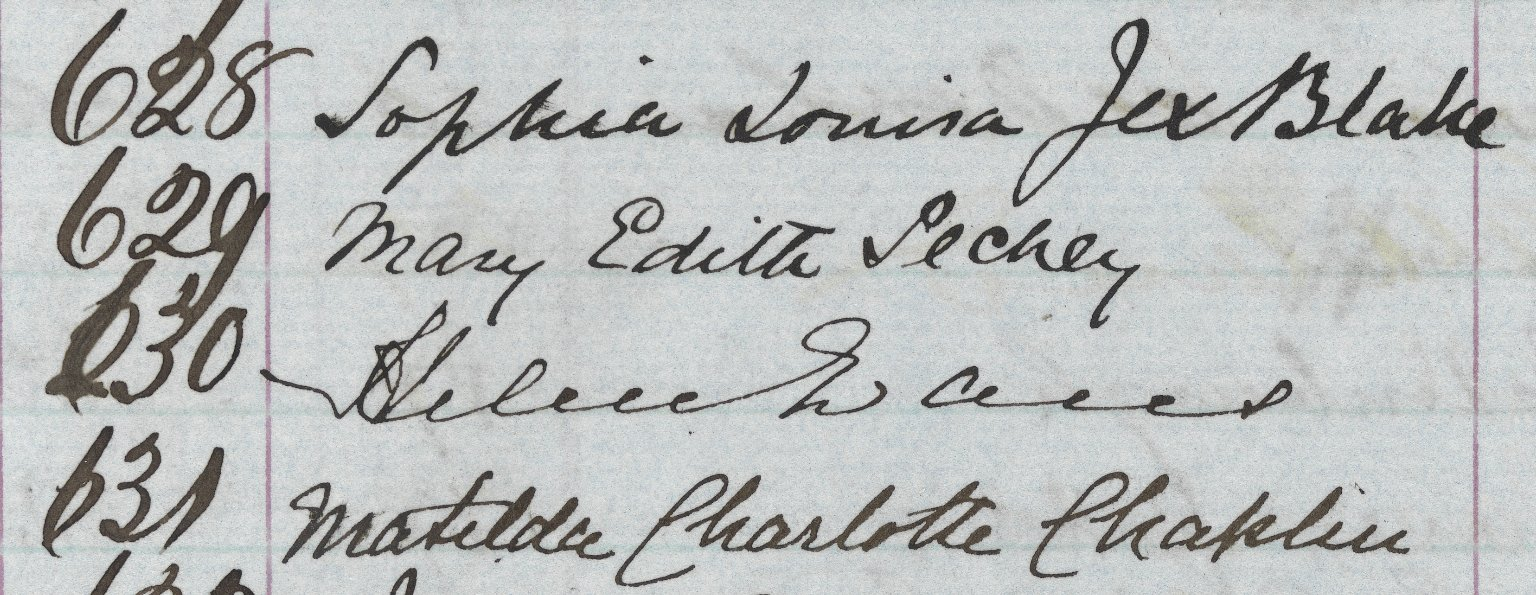
Assinaturas de matrícula: Sophia Jex-Blake, Mary Pechey, Helen Evans, Matilda Chaplin

Sophia Jex-Blake logo se mudou para Londres para fazer campanha lá. Ela foi ativa no estabelecimento da London School of Medicine for Women, que foi inaugurada no outono de 1874 com doze de suas quatorze alunas tendo estudado anteriormente em Edimburgo. Seis das "Sete" originais frequentaram a London School. Isabel Thorne foi um trunfo para seu bom funcionamento, já que era mais diplomática do que Jex-Blake. Ela se tornou a secretária honorária da Escola, mas desistiu de seu próprio plano de exercer a profissão de médica.
Cinco das sete originais – Bovell, Chaplin, Jex-Blake, Marshall e Pechey – receberam MDs no exterior no final da década de 1870, em Berna e Paris. Em 1876, uma nova legislação permitia, mas não obrigava, os órgãos examinadores a tratar igualmente candidatos de ambos os sexos. O Irish College of Physicians (então denominado Kings and Queens College of Physicians) foi o primeiro a começar a conceder licenças de prática médica às mulheres: uma oportunidade para quatro das mulheres recém-formadas.
Em 1878, Jex-Blake voltou a Edimburgo e estabeleceu-se em Manor Place na Cidade Nova como a primeira médica da cidade. Ela também estabeleceu uma clínica para pacientes pobres, que foi a precursora do Hospital Bruntsfield. Depois que a Escócia começou a licenciar mulheres médicas, Jex-Blake ajudou a fundar a Escola de Medicina para Mulheres de Edimburgo, com prática clínica ocorrendo no Hospital Leith. Edith Pechey praticou em Leeds antes de se tornar médica sênior no novo hospital infantil e feminino Cama em Bombaim (hoje Mumbai). Bovell e Marshall trabalharam no New Hospital for Women em Londres. Chaplin fundou uma escola de obstetrícia em Tóquio, mas depois voltou a exercer a prática privada em Londres.
A Universidade de Edimburgo e outras universidades escocesas finalmente admitiram mulheres como estudantes de graduação em 1892, depois que a Lei das Universidades (Escócia) de 1889 estabeleceu uma estrutura legal para isso. Todas as aulas eram mistas, exceto para aulas de medicina.

## Homenagens

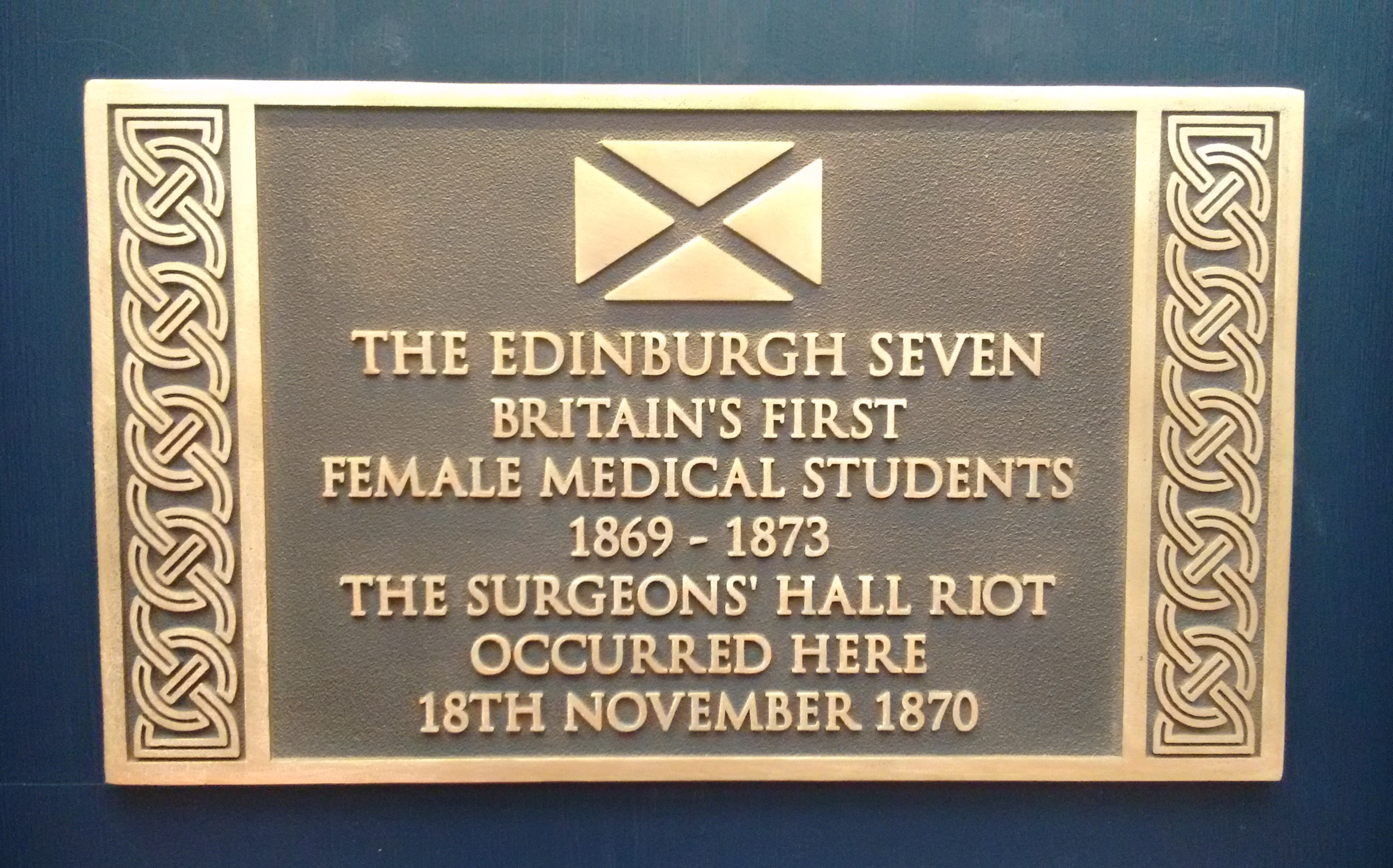
Placa comemorativa histórica da Escócia para o motim dos Sete de Edimburgo e do Surgeons' Hall

Em 2015, as Sete de Edimburgo foram homenageadas com uma placa na Universidade de Edimburgo, como parte do Historic Scotland Commemorative Plaques Scheme.
Em 2019, a Escola de Medicina de Edimburgo concedeu às Sete de Edimburgo o grau honorário póstumo de MBChB. Sete estudantes mulheres receberam os certificados em nome das Sete de Edimburgo. A cerimônia de formatura fez parte de uma série de eventos para homenagear suas conquistas.

### Na ficção
No romance de Charles Reade, A Woman-Hater (1877), Rhoda Gould conta a história das Sete de Edimburgo com alguns detalhes, como se ela tivesse sido uma delas: “Éramos sete senhoras, que desejávamos ser doutoras, dedicadas principalmente ao nosso próprio sexo..." . Enquanto o personagem Vizard que 'odiava mulheres' tinha que ser persuadido do potencial de Rhoda para fazer o bem, a atitude do próprio Reade é simpática: "... é muito importante para a humanidade que toda a classe de mulheres possa estudar e praticar a medicina" .